# Need for Speed: Shift
Need for Speed: Shift è il tredicesimo titolo della serie di videogiochi di corse arcade pubblicata col nome di Need for Speed da Electronic Arts. È stato annunciato nel gennaio 2009 come parte di un annuncio relativo a tre giochi della stessa serie, Need for Speed: Nitro e Need for Speed: World.
Shift è stato sviluppo da parte dei Slightly Mad Studios (i quali, sotto il loro vecchio nome Blimey! Games avevano aiutato a sviluppare GT Legends e GTR 2 assieme coi SimBin Studios) con l'aiuto di Michael Mann (Produttore esecutivo presso EA Black Box) e Patrick Söderlund (Vice presidente senior di EA Games e capo della DICE). Secondo il modello di franchising adottato dalla EA, Shift è stato progettato per i giocatori estremi e ha come obiettivo principale la precisione nella simulazione delle corse e delle derapate piuttosto che delle gare di corse arcade come era avvenuto nei titoli precedenti della serie.
Si focalizza quindi di meno sulle corse clandestine su strada e di più sulla simulazione dell'esperienza di guida ed è stato definito come un gioco di corse automobilistiche "scritto da piloti per piloti".
Nel 2011 ha debuttato il seguito Shift 2 Unleashed.

## Modalità di gioco
La guida di Shift è prettamente simulativa. Una curva presa male o uno schianto influiscono molto negativamente sulla gara, anche con i danni fisici alle auto disattivati. Le gare di Shift sono ambientate su circuiti reali (Nurburgring, Laguna Seca) e su circuiti creati apposta per il gioco che possono essere sia cittadini sia veri e propri circuiti per corse automobilistiche. Durante la gara una barra nella parte alta dello schermo terrà conto del tipo di guida del giocatore, che può essere preciso (se si mantiene la traiettoria consigliata dal computer e si guida in modo pulito) o aggressivo (se si segue una traiettoria propria e si cerca di buttare fuori strada gli avversari).
Slightly Mad Studios ha anche creato una simulazione delle condizioni del pilota durante la guida, infatti dopo uno schianto il suono verrà attutito, lo schermo andrà in bianco e nero e la telecamera sbanderà senza controllo. Alla fine della gara l'I.A. calcolerà i punti esperienza guadagnati dal giocatore e i punti per lo stile di guida facendo salire il livello di guida e dando una medaglia diversa dipendentemente dallo stile di guida. Lo stile di guida viene semplificato dall'inserimento dell'ABS e da altri controlli, come ad esempio quello della frenata o dello sterzo. Inoltre le auto disponibili in concessionaria saranno 80 tra cui la nuova Lamborghini Reventón.
A bordo di auto da sogno quali la Pagani Zonda F, la Porsche 911 GT2 e la Lotus Elise, tanto per citarne alcune, gli appassionati potranno calarsi in una realtà virtuale quanto mai verosimile. Il rombo dei motori, la percezione della forza di gravità, uniti all'estremo realismo della visuale dall'abitacolo e ad una nuova dinamica di disorientamento a seguito di un incidente, renderanno più coinvolgenti i percorsi proposti all'interno del gioco.

## Sviluppo
Secondo un'intervista al produttore di Shift, Geever, il gioco è stato sviluppato nell'arco di due anni. Ha anche menzionato il fatto che il gioco ha un nuovo tipo di esperienza di guida. La forza di gravità gioca un ruolo importante nel gioco, visto che sia il giocatore che l'IA ne risentiranno. La visuale interna all'auto è di nuovo disponibile, una mancanza che durava sin da Need for Speed: Porsche 2000.
La visuale interna è molto dettagliata e è possibile vedere il pilota mentre cambia i comandi e muove la testa per guardare gli specchietti. I danni fisici al veicolo daranno problemi alla visuale dei giocatori. Nel momento dell'incidente, lo schermo perde temporaneamente definizione. Dal punto di vista del sonoro, è dettagliato in tutto e per tutto, oltre ai sospiri del pilota in caso di incidenti.

## Auto
Nel gioco sono disponibili le seguenti vetture:
- 2006 Aston Martin DBR9
- 2009 Audi R8 LMS
- 2008 Audi R8
- 2008 Audi RS4
- 2007 Audi S3
- 2007 Audi TT 3.2 quattro
- 2006 Audi S4
- 1999 BMW M3 E36
- 2006 BMW M3 E46
- 2009 BMW M3 E92
- 2008 BMW 135i Coupé
- 2009 BMW M3 GT2
- 2007 BMW Z4 M Coupé
- 2008 Bugatti Veyron 16.4
- 2006 Dodge Challenger Concept
- 1971 Dodge Challenger R/T (con la patch 1.02)
- 1969 Dodge Charger R/T (con la patch 1.02)
- 2008 Dodge Viper SRT-10
- 2010 Ford Mustang GT Falken Tire edition
- 2010 Ford Shelby GT500
- 1967 Shelby GT500 (con la patch 1.02)
- 2007 Ford Focus ST
- 2006 Ford GT
- 2006 Shelby Terlingua Need for Speed edition
- 1996 Ford Escort RS Cosworth
- 2009 Chevrolet Camaro SS
- 2006 Chevrolet Cobalt SS
- 1967 Chevrolet Corvette Stingray (con la patch 1.02)
- 2006 Chevrolet Corvette Z06
- 2006 Honda Civic Si
- 2000 Honda S2000
- 2006 Koenigsegg CCX
- 2008 Lamborghini Gallardo LP560
- 2007 Lamborghini Murciélago LP640
- 2007 Lamborghini Reventón
- 2007 Lexus LFA Concept
- 2006 Lotus Elise 111R

- 2007 Lotus Exige S
- 2005 Maserati MC12 GT1
- 2009 McLaren MP4-24
- 2009 Renault Mégane RS
- 2008 Mazda MX-5
- 2006 Mazda RX-8
- 1995 Mazda RX-7
- 1994 McLaren F1
- 2007 Mercedes-Benz SLR McLaren 722 Edition
- 2007 Mercedes-Benz SL65 AMG
- 2008 Mitsubishi Lancer Evolution
- 2006 Mitsubishi Lancer Evolution IX MR-Edition
- 2003 Infiniti G35 (V35)
- 1997 Nissan 200SX (S14)
- 2009 Nissan 370Z (Z34)
- 2006 Nissan 350Z (Z33)
- 2009 Nissan GT-R SpecV (R35)
- 2008 Nissan GT-R (R35)
- 2000 Nissan Silvia (S15) spec.R AERO
- 1999 Nissan Skyline GT-R (R34)
- 1972 Nissan Skyline 2000GT-R
- 1992 Nissan 240SX (S13)
- 2006 Pagani Zonda F
- 2010 Pagani Zonda R
- 2008 Porsche 911 GT2
- 2009 Porsche 911 GT3 RSR
- 2006 Porsche 911 GT3 RS
- 2004 Porsche Carrera GT
- 2007 Porsche Cayman S
- 2008 Renault Mégane RS
- 2007 SEAT León Cupra
- 2006 Subaru Impreza WRX STI
- 2008 Scion tC
- 2002 Toyota Supra Mk IV (con la patch 1.02)
- 1986 Toyota Corolla GTS (A86)
- 2006 Volkswagen Golf GTI
- 2008 Volkswagen Scirocco

## Circuiti
- Alpental
- Autopolis International Racing Course
- Ambush Canyon
- Brands Hatch
- Dakota
- Ebisu Circuit
- Glendale
- Hazyview
- Mazda Raceway Laguna Seca

- London
- Miytomi
- Nordschleife
- Road America
- Rustle Creek
- Silverstone
- Circuit de Spa-Francorchamps
- Tokyo
- Willow Springs

## Colonna sonora
La colonna sonora di Need for Speed: Shift contiene 24 brani che spaziano dall'Indie Rock, all'Electro, alla R&B fino all'Hip-Hop.
- Buraka Som Sistema feat. Pongolove: Kalemba (Wegue-Wegue)
- Chase And Status feat. Plan B: Pieces
- deadmau5: Ghosts 'n' Stuff
- Eagles of Death Metal: Anything ‘Cept the Truth
- Fort Knox 5 feat. Asheru: Insight (The Nextmen Remix)
- Gallows: I Dread the Night
- In Case Of Fire: This Time We Stand
- Jamal: Pull Up
- Kanye West: Paranoid (Part 2)
- Kasabian: Underdog
- The King Blues: The Streets Are Ours
- Mala Rodríguez: Te Convierto

- Mando Diao: Mean Street
- MSTRKRFT feat. E-40: Click Click
- N.A.S.A. feat. Spank Rock, MIA, Santigold and Nick Zinner: Whachadoin?
- The Prodigy: Run With the Wolves
- The Qemists feat Mike Patton: Lost Weekend
- Regular John: Transmitter
- Rootbeer: Under Control
- Shinichi Osawa: Electro 411 (Lies In Disguise Mix)
- Spoon Harris & Obernik: Baditude
- TOKIO: Dogonim
- Twisted Wheel: Oh, What Have You Done?
- Two Fingers feat. Sway: High Life